# CO-101,244
CO-101,244 je antagonist NMDA receptora.